# Époque historique
 (mars 2019).
Une époque historique  est un laps de temps, de plusieurs années, décennies ou siècles, utilisé par les historiens pour faciliter leurs travaux et productions, selon des critères ou méthodes divers, les différentes époques se suivant en général dans une continuité sur plusieurs siècles.
La périodisation est centrale en histoire. Pour Jacques Le Goff, « ce découpage n'est pas un simple fait chronologique, il exprime aussi l'idée de passage, de tournant, voire de désaveu vis-à-vis de la société et des valeurs de la période précédente ».

## Histoire de la périodisation

### Périodisations fondées sur la Bible
La tradition chrétienne propose principalement deux modèles de périodisation. Ils sont basés sur l'utilisation des chiffres 4 (le nombre de saisons) et 6 (le nombre des âges de la vie).
En Occident, les premières périodisations sont à caractère religieux. La Bible fournit le premier modèle de périodisation, avec le prophète Daniel qui décrit quatre royaumes successifs symbolisant l'histoire du monde depuis sa création. Ce découpage (qui s'inspire de la succession des quatre saisons) est repris au XIIe siècle par les théologiens. « Cette périodisation combine (...) l'idée de décadence née du péché originel et la foi en l'avenir d'une éternité qui sera (...) un bonheur pour les élus et un malheur pour les damnés ». Ce découpage en quatre royaumes perdure jusqu'au XVIIIe siècle.
Une autre périodisation est proposée par Augustin d'Hippone, qui distingue six périodes : la première d'Adam à Noé, la deuxième de Noé à Abraham, la troisième d'Abraham à David, la quatrième de David à la captivité de Babylone, la cinquième de la captivité de Babylone à la naissance du Christ et enfin la dernière période devant durer jusqu'à la fin des temps. Ces six périodes reflètent les six âges de la vie : la petite enfance, l'enfance, l'adolescence, la jeunesse, la maturité et la vieillesse. À l'instar de la vie humaine, Augustin envisage l'histoire comme une décrépitude progressive. Cette idée du déclin du monde est très forte au début du Moyen Âge et perdure jusqu'au XVIIIe siècle en Europe.
Au VIe siècle, Denys le Petit calcule la date de naissance de Jésus. Il divise alors l'histoire en deux autour de l'Anno Domini : « le temps du monde et de l'humanité s'expose primordialement "avant" ou "après Jésus-Christ" ». Cette distinction est celle retenue par l'ONU et l'ensemble des organisations internationales et constitue donc un évènement majeur dans l'histoire de la périodisation.
Jacques de Voragine (XIIIe siècle) propose également une autre périodisation en quatre périodes (premier temps, celui de l'« égarement », d'Adam à Moïse, puis la « rénovation » de Moïse jusqu'au Christ, une troisième période de « réconciliation » entre Pâques et la Pentecôte (durant la vie de Jésus) et enfin la « période actuelle », temps de pèlerinage pour l'homme dans l'attente du Jugement dernier.

### Autres périodisations en Occident
Voltaire propose en 1751 une périodisation différente : il distingue quatre époques, quatre « siècles » : celui de la Grèce antique, celui de Rome (époque de César et Auguste), puis un troisième à partir de la prise de Constantinople en 1453 ; enfin, le dernier siècle est celui de Louis XIV et c'est, pour Voltaire, celui qui approche le plus de la perfection.
Ce n'est qu'à partir du XVIIIe siècle et la constitution de l'histoire en tant que discipline, que la périodisation devient sujet d'étude par les historiens.
L'utilisation du mot siècle en tant que période de cent ans apparaît au XVIe siècle en Europe. Or, « une année se terminant en 00 est rarement une année de rupture dans la vie des sociétés ». Les historiens ont donc adapté la durée d'un siècle. Le XVIIIe siècle commence en 1715, le XIXe siècle en 1789 ou en 1815.
Les médiévistes parlent d'un « beau XIIIe siècle » qui débuterait avec le règne de Philippe II Auguste en 1180 et se terminerait avec la fin des Capétiens directs en 1328 et l'ascension de Philippe VI. Le XIVe et le XVe siècle forment une continuité appelés par Jean Favier les « siècles de fer », en référence à la guerre de Cent Ans. On considère que le XVIe siècle débute en France à la fin du règne de Louis XI, en 1481, et qu'il s'achève avec l'avènement de Louis XIII en 1610[réf. nécessaire].

## Périodisation classique en France

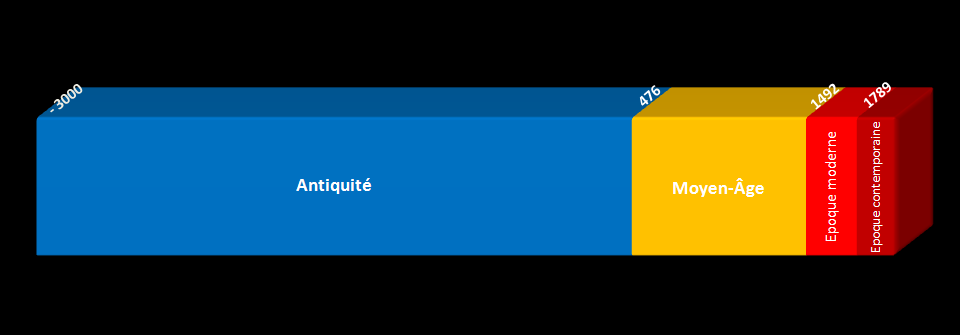
Schéma chronologique des quatre périodes de l'Histoire.

Depuis le XIXe siècle, l'histoire universitaire française est divisée, de manière canonique, en quatre époques : l'Antiquité, le Moyen Âge, les Temps modernes (époque moderne) et l'époque contemporaine. L'organisation des études d'histoire (histoire antique, histoire médiévale, histoire moderne, histoire contemporaine) suit ce découpage, même si aujourd'hui quelques historiens choisissent des sujets d'étude enjambant deux périodes.
Les quatre époques sont les suivantes :
- L'Antiquité, de l'apparition de l'écriture jusqu'à la mort de Théodose Ier en 395 ou la chute de l'Empire romain d'Occident en 476 ;
- Le Moyen Âge, de la mort de Théodose ou de la chute de l'Empire romain d'occident jusqu'à la prise de Constantinople par les Turcs (et la fin de la guerre de Cent Ans avec la bataille de Castillon) en 1453 ou la prise de Grenade (et a fortiori la découverte de l'Amérique) en 1492 ;
- L'Époque moderne, de la prise de Constantinople ou de la prise de Grenade au début de la Révolution française en 1789 ;
- L'Époque contemporaine, depuis la Révolution française jusqu'à maintenant.

### Origine et diffusion
Au XVe siècle, les humanistes italiens distinguent l'Antiquité des « Temps modernes » puis émerge l'idée d'un « âge moyen » entre les deux époques : c'est l'apparition du terme Moyen Âge. Au cours des deux siècles suivants, ce découpage se diffuse en Europe. Par exemple, l'Allemand Christophe Keller écrit Historia Antiqua en 1685, Historia Medii Aevi en 1688, et Historia Nova en 1702. Au XIXe siècle émerge une nouvelle séparation entre les Temps modernes et l'époque contemporaine, fixée en 1789 (début de la Révolution française), que l'on retrouve par exemple chez Jules Michelet. À partir de 1863, cette périodisation canonique est inscrite dans les manuels scolaires français puis se retrouve dans l'enseignement supérieur de l'histoire dès 1880 dans les différentes universités comme la Sorbonne. Après la seconde guerre mondiale, cette distinction s'institutionnalise de plus en plus dans les universités du fait de la massification de l'enseignement supérieur, de la création de sections pédagogiques centrées sur une période, et la structuration du champ historique en associations d'antiquisants, médiévistes, modernistes et de contemporanéistes.
Le Bihan et Mazel écrivent qu'« en résumé, si la prégnance de la périodisation canonique est si forte en France, c’est d’abord du fait de l’ancienneté et de la force de son institutionnalisation : c’est parce que le processus a été impulsé par l’État, dès la seconde moitié du XIXe siècle, que ce découpage est si vite devenu un cadre organisationnel contraignant et uniformisant ».
Cette périodisation a également été adoptée en Allemagne, Grande-Bretagne et en Italie entre la fin du XIXe siècle et le milieu du XXe siècle. Au Royaume-Uni, l'époque moderne est scindée en deux avec l'apparition du concept de early modern history pour la période allant de 1500 à 1800. Le modèle français a également influencé le Brésil et l'Espagne.

### Question des limites
En raison de l'extension du champ de l'histoire, les césures événementielles qui étaient admises sans difficulté[Quand ?] en histoire politique et artistique ne le sont plus si facilement aujourd'hui, notamment dans les cas de l'histoire juridique, économique, sociale, etc. Aussi, les historiens ont tendance à préférer mentionner des décennies, voire des ensembles cohérents d'événements, comme « périodes de transition » : ces temps sont ceux qu'il faut aux mentalités pour changer.
Le passage entre l'Antiquité et le Moyen Âge prête à débat depuis quelques dizaines d'années à la suite de l'émergence du concept d'Antiquité tardive hérité de l'historiographie allemande. Cette Spätantike tend à empiéter sur le Haut Moyen Âge tel qu'il était délimité au XIXe siècle en se fondant sur l'idée que la déposition du dernier Empereur romain d'occident en 476 avait mis fin aux structures du Monde antique.Cette Antiquité tardive durerait du milieu du IIIe siècle jusqu'à la période carolingienne : c'est donc au IXe siècle seulement que débute le Moyen Âge. L'Antiquité tardive est devenue une période légitime dans le champ historique en France depuis l'an 2000.
De même, la fin du Moyen Âge a lieu entre 1450-1453[réf. souhaitée] (dates de l'invention de l'imprimerie et de la prise de Constantinople par les Turcs, laquelle fournit nombre d'œuvres antiques à l'Occident) et 1492[réf. souhaitée], date emblématique des « grandes explorations » lancées par les nations européennes ainsi que de la prise de Grenade, qui marque la fin de la Reconquista.
Enfin, entre période moderne et période contemporaine s'intercalent « les révolutions » : de 1776-1786 à 1815, elles dessinent les contours d'une période qui n'appartient plus, ni au XVIIIe siècle historique (à l'Époque moderne), ni au XIXe siècle historique (à l'Époque contemporaine) et qui s'achève par le congrès de Vienne.

### Critiques
Ce découpage en quatre époques a été critiqué par Antoine Prost, qui lui reproche d'être construit a priori. Emmanuel Le Roy Ladurie estime que c'est un cloisonnement stérile.
Les limites mêmes de cette périodisation peuvent varier selon plusieurs critères. Un premier critère est thématique : il n'existe pas, en effet, de ruptures claires dans tous les domaines de l'histoire (politique, social, culturel, etc.) à chaque changement de période. D'autre part, ce découpage en quatre périodes ne recoupe pas forcément l'histoire nationale, régionale ou locale de chaque lieu étudié.
Les histoires nationales, également, proposent des dates qui sont plus significatives en ce qui les concerne : on[Qui ?] admet ainsi que les Américains font débuter l'époque contemporaine en 1776 ou que les Allemands privilégient l'imprimerie de Johannes Gutenberg pour marquer la fin du Moyen Âge[réf. nécessaire]. Plus largement, cette partition est dictée par des considérations culturelles et géographiques : elle apparaît correcte pour l'Occident mais elle est inadaptée à l'histoire des autres continents.
De plus, elle n'est pas figée et reflète en elle-même des changements historiographiques
Le nom de « Moyen Âge » reflète une conception de l'histoire datant du début des temps modernes, lorsqu'entre un âge d'or supposé de l'« Antiquité » classique et leur propre période de « restauration antique », les historiens de la Renaissance (le nom apparaît sous la plume de Jules Michelet) intercalèrent une période intermédiaire d'obscurantisme, réduite au rôle de transition. Cette vision aujourd'hui contestée, aucune prétendue unité n'existant entre le VIIe siècle et le XVe et le Moyen Âge étant sorti de sa légende noire, amènent par exemple l'historien Jacques Le Goff à proposer un « long Moyen Âge » pouvant être étendu à la Révolution française et la révolution industrielle, évènements liés à une modernisation sociale et économique rapide, quand l'historien Alain Guerreau note malgré tout que la période entendue comme étant le Moyen Âge possède deux caractéristiques notables : le dominum (le pouvoir sur les hommes et sur les terres) et l'ecclesia (l'Église qui possède le monopole du contrôle social).
L'appellation de la période « moderne » peut surprendre dans la mesure où elle ne désigne pas les temps actuels (la période « contemporaine ») : elle montre surtout que la partition de l'histoire est une convention qui s'est imposée au fur et à mesure du déroulement de l'Histoire : l'adjectif « moderne », en effet, convenait au XIXe siècle alors que l'histoire postérieure à la Révolution française n'était pas réellement étudiée. En histoire économique, de nouveaux découpages sont proposés pour la période 1750-1850 : « première révolution industrielle », « âge du commerce », « révolution commerciale ».
La limite « jusqu'à nos jours » qui marque la fin de l'histoire contemporaine est également discutable. L'historien prend, en effet, le relais du journaliste dès lors qu'il a accès à des archives dont le journaliste ne disposait pas au moment où se déroulaient les événements. En France, où l'ouverture des archives est règlementée, certaines peuvent être bloquées plus d'un demi-siècle après la fin des événements qu'elles concernent (comme pour la guerre d'Algérie). Ce n'est pas toujours le cas pour certains événements du siècle passé, dont les archives sont encore inaccessibles aux historiens. D'autre part s'est développée en France une histoire du temps présent.

## Autres découpages

### École anglo-saxonne et allemande
D'autres écoles historiques distinguent différemment entre Époque moderne et Époque contemporaine. Les historiens allemands et anglo-saxons, par exemple, considèrent que la durée de l'histoire contemporaine est toujours relative au présent. Ainsi ils maintiennent une période moderne unique depuis la fin du XVe siècle, avec en général trois subdivisions :
- l'Époque moderne antérieure, de la fin du XVe siècle jusqu'à la chute de l'Ancien Régime en 1792 ;
- l'Époque moderne postérieure I (1792-1920), jusqu'au lendemain du traité de Versailles ;
- l'Époque moderne postérieure II (depuis 1920), des années 1920 jusqu'à nos jours.

L'historiographie américaine a notamment proposé le concept de l'« age of revolutions » (l'âge des révolutions) entre 1760 et 1840, tandis que l'historiographie allemande s'appuie sur le concept de Sattelzeit (« temps-charnière ») proposé en 1972 par Reinhart Koselleck pour désigner la période de 1750 à 1850.
Le terme histoire contemporaine est à l'étranger une dénomination très relative qui comprend toujours les six à huit décennies qui précèdent le temps présent.
En raison de l'élargissement du champ de la discipline historique, aux quatre périodes de l'histoire classique, il convient d'ajouter :
- La préhistoire, de l'apparition de l'homme jusqu'à l'émergence des premières civilisations ;
- La protohistoire : c'est la période pendant laquelle une civilisation ne possède pas encore d'écriture mais apparaît déjà dans les écrits d'autres civilisations. Il s'agit en effet, des civilisations postérieures à l'invention de l'écriture mais n'en faisant pas usage ; par exemple, les Celtes, certaines civilisations précoloniales de l'Afrique noire ou les Amérindiens entrent dans cette « période ».

Depuis les années 2000, l'histoire se structure de plus en plus autour des aires culturelles qui ont chacune leur périodisation propre.

### Autres
D'autres découpages de l'Histoire existent. Comme l'écrivent Le Bihan et Mazel, « le plus souvent l’histoire apparaît divisée en deux branches : d’un côté une histoire universelle où la périodisation canonique à l’européenne s’impose, de l’autre une histoire nationale dotée de sa périodisation propre ».
Il faut également noter que le découpage historique en fonction de la naissance du Christ se généralise seulement dans la chrétienté à partir du IXe siècle puis, par l'expansion des empires coloniaux européens jusqu'à l'époque contemporaine, dans le monde. Auparavant et simultanément, certaines civilisations comme la Chine ou le Japon procèdent d'une conception circulaire du temps en prenant comme date de départ le règne de l'empereur puis une autre date pour le suivant, les règnes étant ensuite classés par dynastie. L'Empire byzantin usait aussi du temps cyclique, reprenant le cycle fiscal de l'Empire romain (15 ans, soit une indiction, chacune étant ensuite numérotée pour créer une chronologie). L'Empire romain lui, datait à partir des mandats des consuls puis des règnes des empereurs.
L'historien allemand Oswald Spengler, dans son ouvrage majeur Le Déclin de l'Occident, propose également un autre découpage de l'histoire, compris à travers des cycles. Inspiré par La Métamorphose des Plantes du philosophe Goethe, Spengler considère le temps historique à travers la vie des cultures[réf. souhaitée].
En France, les historiens qui soutiennent la périodisation canonique sont conscients de ses limites, mais estiment qu'il n'en existe aucune autre satisfaisante.